# Marco Tonazzi
Marco Tonazzi (Udine, 28 gennaio 1961) è un ex sciatore alpino italiano.

## Biografia
Specialista delle prove tecniche originario di Udine, in Coppa del Mondo Tonazzi ottenne il primo piazzamento il 9 dicembre 1980 a Madonna di Campiglio in slalom speciale (12º), conquistò l'unico podio il 28 gennaio 1986 ad Adelboden in slalom gigante (2º alle spalle del compagno di squadra Richard Pramotton) e ottenne l'ultimo piazzamento il 22 gennaio 1989 a Wengen in slalom speciale (14º), suo ultimo risultato agonistico; non prese parte a rassegne olimpiche né ottenne piazzamenti ai Campionati mondiali.

## Palmarès

### Coppa del Mondo
- Miglior piazzamento in classifica generale: 25º nel 1986
- 1 podio (in slalom gigante):
  - 1 secondo posto

### Coppa Europa
- Miglior piazzamento in classifica generale: 9º nel 1988

### Campionati italiani
- 5 medaglie[1]:
  - 1 oro (slalom speciale nel 1985)
  - 1 argento (slalom speciale nel 1986)
  - 3 bronzi (slalom speciale nel 1981; slalom speciale nel 1982; slalom gigante nel 1987)